# EDIPUCRS
EDIPUCRS (Editora Universitária da PUCRS) és una editorial brasilera vinculada a la Pontifícia Universidade Católica do Rio Grande do Sul (PUCRS). Fou fundada l'any 1988 i edita tant llibres com revistes. Les revistes publicades per aquesta editorial cobreixen temàtiques tan variades com les telecomunicacions, l'odontologia, el dret, la biologia i l'educació.